# Дядечко Ау
«Дядюшка Ау» — цикл з 3 радянських лялькових мультфільмів, знятих у 1979 році режисерами Йосипом Доукша, Майєю Бузіновою, Лідією Суріковою та Марією Муат фін. Herra Huu мотивами повісті фінського письменника Ханну Мякеля — «Пан Ау»Herra Huu) (у літературному переказі Едуарда Успенського). Створення циклу (як і радянсько-фінського художнього фільму " За сірниками ") було фактично присвячено 25-річчю особливих відносин СРСР та Фінляндії .

## Сюжет
Мультфільм складається з трьох серій, у кожній з яких головний герой — лісовичок, Дядюшка Ау, потрапляє у різні ситуації. У всіх серіях головного персонажа озвучив Народний артист РРФСР Василь Ліванов .

### Серія перша. «Дядечко Ау»
У першій серії глядач знайомиться з Дядечком Ау, який, у свою чергу, сперечається з власним відображенням у дзеркалі, приймає ванну, а також знайомиться з дівчинкою Риммою, її друзями та приходить до неї на День народження . У цій серії є фрагмент іншого мультфільму — " Канікули Боніфація ", який Римма з друзями під час святкування Дня народження дивляться по телевізору.

### Друга серія. «Помилка Дядечка Ау»
Виявивши на дереві біля будинку сім'ю воронів, головний герой, щоб довести, що раніше їх тут не було, вирішує ревізувати опис свого майна за книгою, яку залишив йому дідусь. Виявивши нестачу згаданого дідом зеленого дерева, Дядько Ау має намір виправити розбіжності з описом. Він садить у діжку насіння зі старих чаклунських запасів і, помилково прочитавши рецепт, поливає його замість води супом . У результаті, в діжці виросло ненажерливе і ненаситне «м'ясоїдне» дерево-чудовисько, готове з'їсти навіть самого пана Ау. Але на допомогу прийшла дівчинка Римма з балончиком аерозолю проти мух та тарганів.

### Серія третя. «Дядечко Ау в місті»
В результаті будівництва місто підступало все ближче і ближче до лісу. Спочатку Дядечко Ау жив за містом, потім — у передмісті і, зрештою, опинився просто у самому центрі.</br> Ось так одного разу хатинку Дядечка Ау перенесли підйомним краном на самий верх багатоповерхового будинку, що будується, і вбудували в квартиру. Дідок стикається з безліччю побутових електроприладів, які, через невміння ними керувати і правильно розуміти їх призначення, здаються йому лякаючими і агресивними. Йому незвичні міські шуми та музика диско. Шокований Дядечко Ау після цього цілий день приходив до тями.
Пізніше настала новорічна ніч, і оскільки в обов'язки пана Ау входило залякування людей, то він повинен був вийти на вулицю і всіх налякати. Але все закінчується не так, як припускав дідок.

## Відмінності від книги
- На відміну від книги, сюжет та кількість персонажів укорочені. Відсутні сцени з нападом на бандитів, сауною, будівництвом дороги, будівельниками, таксистом і злочинцями, що виглядають з вікна, зате є сусіди-ворони, яких не було в книзі, але вони з'являються лише в серії «Помилка дядечка Ау» та на початку серії «Дядечко Ау у місті» (процес перенесення хатинки з лісу).
- У мультфільмі діти виховані та добрі (Римма робить всього два-три зауваження, та й то лише в одній серії), у книзі ж постійно жартують над Дядечком Ау.
- У мультфільмі дядечко Ау залишається у місті і цим все закінчується (крім того, його хатинка стає частиною багатоквартирного будинку), у книзі він лише відвідує місто.
- У мультфільмі дядечко Ау вмивається в тазу і лише потім випадково промочивши одяг іде митися в лазню. У книзі він миється одразу в лазні.

## Над фільмом працювали

### Актори
| Актор               | Роль            |
| ------------------- | --------------- |
| Василий Ливанов     | Дядюшка Ау      |
| Татьяна Решетникова | девочка Римма   |
| Михаил Лобанов      | мальчик Микка   |
| Бернгард Левинсон   | Ворон           |
| Анатолий Щукин      | Бобр            |
| Светлана Крючкова   | соседка снизу   |
| Владимир Ферапонтов | вокал           |
| Александр Граве     | текст от автора |

### Творці

Дядечко Ау

- Режисери — Йосип Доукша, Майя Бузінова, Лідія Сурікова, Марія Муат
- Автори сценарію — Едуард Успенський, Ханну Мякеля
- Композитори — Олександр Журбін
- Художники-постановники — Ольга Гвоздєва, Борис Моїсеєв[2], Павло Петров
- Художники-мультиплікатори — Йосип Доукша, Майя Бузінова, Борис Савін, Володимир Кадухін, Тетяна Молодова, Павло Петров, Раїса Карпінська
- Оператори — Олександр Жуковський, Йосип Голомб, Леонард Кольвінковський.
- Монтажери — Світлана Сімухіна, Любов Георгієва
- Звукооператори — Віталій Азаровський, Неллі Кудріна
- Редактори — Аліса Феодоріді, Валерія Медведовська
- Ляльки та декорації виготовили — Олександра Мулюкіна, Галина Круглова, Людмила Насонова, Юрій Одинцов, Олена Покровська, Володимир Шафранюк
- Директор картини: — Олег Кузнєцов

## Нагороди
- 1979 — «Дядечко Ау», перша премія на МФАФ у Тампере .
- 1981 — «Дядечко Ау в місті», приз Московського молодіжного кінофестивалю[3] .

## Видання
У СРСР у 1980-ті роки випускався на відеокасетах VHS відеокомпанією «Відеопрограма Держкіно СРСР» у системі SECAM, пізніше — «Електроніка Відео» у системі PAL. У Росії в середині 1990-х років випускався на VHS у збірці найкращих радянських мультфільмів («Союзмультфільм» та ТО «Екран») Studio PRO Video, з 1996 року — компанією " Відеосхід ". У 2000 році випущений на VHS дистриб'ютором " Майстер Тейп " у збірці мультфільмів "Дитячий кінотеатр: Дядя Федір, пес і кіт ".</br> Мультсеріал був випущений на DVD компанією " Великий план " . Звук — Російський Dolby Digital 2.0, Mono; регіональний код — 0 (All); зображення — Standart 4:3 (1,33:1); колір — PAL .